# Anna Lambrechts-Vos

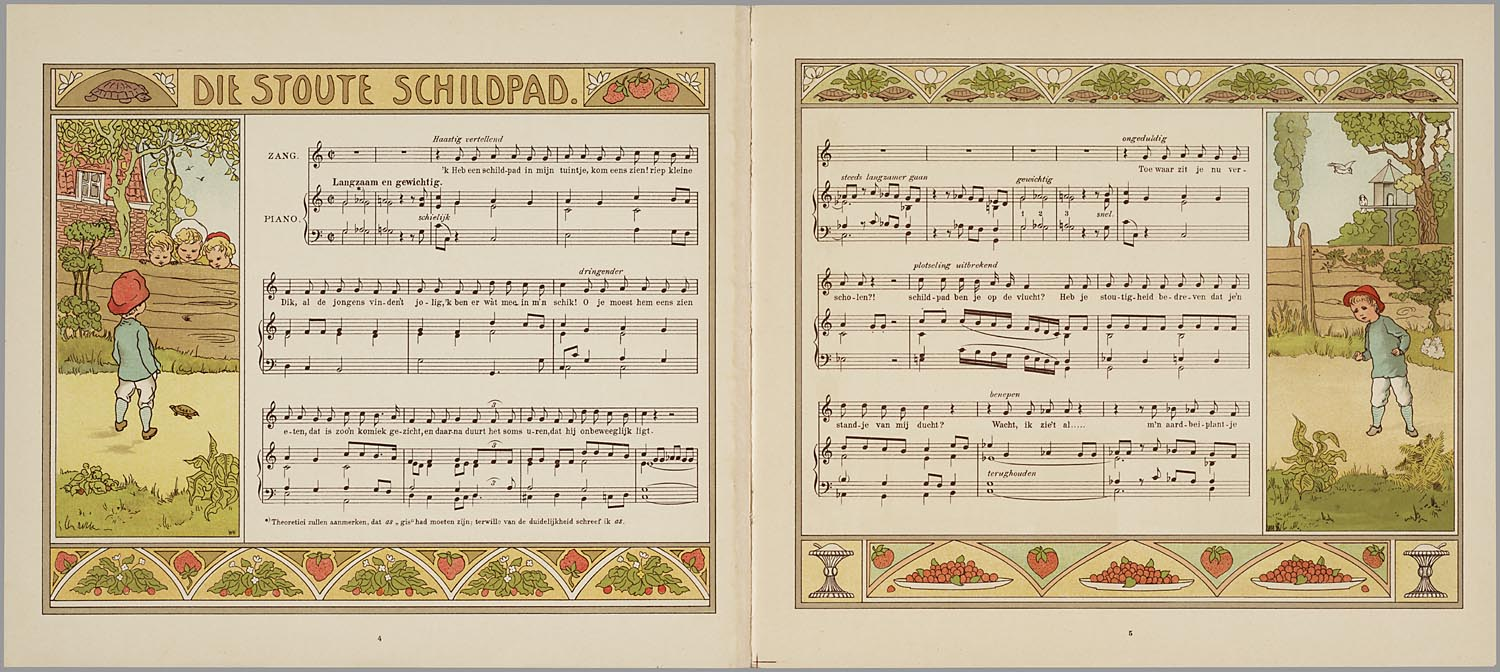
Bladzijde uit Het boekje van Tante An (1905), illustraties door Willem Hardenberg

Anna Catharina Lambrechts-Vos (Rotterdam, 29 juni 1876 – Utrecht, 16 januari 1932) was een Nederlands pianist, organist, dirigent en componist.
Ze was dochter van onderwijzer Johannes Matthijs Vos en Wilhelmina Wijbrands. Zelf was ze getrouwd met accountant Wilhelmus Hendrikus Lambrechts.

## Opleiding
Na de lagere school volgde ze kortstondig een opleiding aan de HBS, maar brak die studie op haar vijftiende af. Ze wendde zich geheel tot de muziek. Al voor die studiebreuk kreeg ze lessen piano, orgel en harmonieleer in Rotterdam bij Jozua Schravesande. Uit die tijd stamt ook haar eerste werkje; een toonzetting van Vondels Waar werd opregter trouw. In 1894 was haar studie al zover gevorderd dat ze organist werd bij de doopsgezinde gemeente in Rotterdam. Ze zette haar pianostudie voort bij Joh.H. Sikemeier en studeerde compositieleer bij Bernard Zweers. Op later leeftijd (vanaf circa 1910) volgde ze nog directie en instrumentatie bij van Wouter Hutschenruyter Jr.
Haar oeuvre begon met voornamelijk kamermuziek en oefenstukken waaronder etudes en kinderliedjes voor de grote schare aan leerlingen die ze had. Ze schroomde niet om die zelf vanuit haar eigen woning uit te geven, zoals Het boekje van Tante An (1905). Ze promootte tevens kinderconcerten. Ze trok met zangeres Emmy Kruijt het land in om die zelf geschreven liedjes op de planken te brengen. Groot succes kregen twee strijkkwartetten (opus 7), die in 1907 een prijs wonnen tijdens een wedstrijd in Triëst; het plaatselijke strijkkwartet (Quartetto Triëstino) speelde het in binnen- en buitenland, ook in Nederland. Musicus Daniël de Lange gaf bij een voorbeschouwing aan dat de werken van grote importantie waren binnen het Nederlands repertoire. Vanaf 1910 verschoof ze haar aandacht naar directie, waarvan de Rotterdamse zangvereniging Amphion profiteerde; ze wist het koor in korte tijd naar een hoger niveau te tillen. Met haar studie bij Hutschenruyter, dirigent bij het Utrechts Stedelijk Orkest kwamen uitvoeringen van haar orkeststukken binnen bereik. In 1913 stond ze zelf voor dat orkest bij een uitvoering van Monna Vanna, een door haar bewerkt stuk van Maurice Maeterlinck. Voorts waren er werken van haar te horen tijdens de bijeenkomsten van De Vrouw 1813-1913; ze dirigeerde daar zelf haar Der Frühling. Niet veel later zetten Willem Mengelberg haar Stemmingsbeelden voor strijkorkest op de lessenaars van het Concertgebouworkest. Een afwijkend werk was haar Groot Suid-Afrika-Nuwe Suid-Afrikaanse liedere uit 1925; toonzettingen van Zuid-Afrikaanse gedichten.
Drie van haar kinderliedjes werden opgenomen in het populaire kinderliedboek Kun je nog zingen, zing dan mee! Voor jonge kinderen (1912): Dini op reis; Een schilderijtje; en Flensjes bakken. Hierdoor raakten deze in ruimere kring verspreid.
Naast bovengenoemd muziekleven, schreef ze ook artikelen daarover in bladen als Het leven, De kunst der vrouw, Weekblad voor muziek en Groene Amsterdammer.
Op middelbare leeftijd begonnen gezondheidsklachten op te spelen; in 1914 moest zij daardoor al afscheid nemen van het koor Amphion. In 1926 trok zij zich terug in Soest; ze overleed in het Diaconessenhuis te Utrecht. Ze werd bij haar man begraven op Algemene Begraafplaats Crooswijk.
Gorinchem kent een Anna Lambrechts-Vosstraat.

## Werklijst (selectief)
- opus 5: Kleine suite voor viool en piano
- opus 6: Sonate in fis mineur voor viool en piano
- opus 7: Strijkkwartet nr. 1 (In memoriam parcatum) en Strijkkwartet nr. 2 (A celui qui m’a sauvé la vie) met uitvoeringen in Triëst, Rotterdam, Den Haag, Amsterdam, Utrecht, Berlijn, Keulen en Wenen; in 1926 nog uitgevoerd in Boedapest.
- opus 8; Fünf Lieder
- opus 9: Wiegeliedje voor ons prinsesje
- opus 10: Voor een boos jongetje; drie liederen voor sopraan
- opus 11: Colombijntjes voor de kleintjes (kinderliedjes)
- opus 12: Variatiën over een kerslied op teksten van Hans de Ries; een orkestwerk opgedragen aan Wouter Hutschenruyter en het USO met een uitvoering op 1 december 1909
- opus 14: Licht, werk voor gemengd koor; een verplicht werk tijdens een koorwedstrijd in Rotterdam

- Biografisch Portaal: 46885111
- Digitale Bibliotheek voor de Nederlandse Letteren: lamb084
- Gemeinsame Normdatei: 1089762755
- International Standard Name Identifier: 0000 0000 4492 3166
- Library of Congress Control Number: no2002052253
- Nationale Bibliotheek van Israël: 987007289427005171
- Nederlandse Thesaurus van Auteursnamen: 071918078
- Virtual International Authority File: 75984775
- WorldCat: E39PBJjt74vTpBCfctMp9qDQbd